# Odontella biloba
Odontella biloba är en urinsektsart som beskrevs av Christiansen och Bellinger 1980. Odontella biloba ingår i släktet Odontella och familjen Odontellidae. Inga underarter finns listade i Catalogue of Life.